# Lịch sử Liên Xô
Lịch sử Liên bang Cộng hòa Xã hội chủ nghĩa Xô viết phản ánh một giai đoạn thay đổi cho cả Nga và thế giới. Mặc dù các thuật ngữ "Nước Nga Xô viết" và "Liên Xô" thường đồng nghĩa trong lời nói hàng ngày, khi đề cập đến nền tảng của Liên Xô, "Nước Nga Xô viết" đề cập đúng đến vài năm giữa Cách mạng Tháng Mười năm 1917 và việc tạo ra Liên Xô năm 1922.

## Chiến tranh thế giới thứ nhất
Vào ngày 7 tháng 11 năm 1917, Cách mạng Tháng Mười đã nổ ra. Sau những thay đổi mạnh mẽ vào tháng 1, những người Bolshevik đã giành được quyền lực chính trị ở Nga. Ngay lập tức ký "Hiệp ước hòa bình Brest" với Đức và rút khỏi Thế chiến thứ nhất.
Trong những năm sau đó, Hồng quân, do Lev Davidovich Trotsky chỉ huy, đã đánh bại sự can thiệp vũ trang của Bạch vệ và nhiều nước phương Tây thông qua nội chiến.

### Thời kỳ Lenin
30 tháng 12 năm 1922, Liên bang Nga, Ukraina, Belarus và Liên bang Ngoại Kavkaz hợp nhất với nhau để tạo thành Liên bang Cộng hòa Xã hội Chủ nghĩa Xô viết. Liên Xô đã được chính thức thành lập.

### Thời kỳ Stalin
Năm 1924, người sáng lập Liên Xô, Lenin đã qua đời và sau đó là Tổng Bí thư Ban Chấp hành Trung ương Đảng Cộng sản Liên Xô Joseph Stalin đã nhận được quyền lực cao nhất. Để củng cố chính quyền và đối phó với những nguy cơ từ nước ngoài, Stalin đã trấn áp các đối thủ chính trị thông qua các biện pháp cứng rắn và thực hiện một cuộc thanh lọc lớn của các nhà lãnh đạo đảng, nhà nước và quân đội có ý định nổi loạn. Đồng thời, chính sách tập thể hóa nông nghiệp đã được thực hiện. Trong nhiệm kỳ của mình, hàng triệu người đã bị gửi đến các trại lao động.
Năm 1938, người Anh và người Pháp đã thông qua "chính sách xoa dịu" để lãnh đạo thảm họa "phát xít" cho Liên Xô và dựng lên âm mưu của München.
Vào giữa tháng 4 năm 1939, Anh, Pháp và Liên Xô đã tổ chức các cuộc đàm phán quân sự và chính trị tại Moskva. Trong các cuộc đàm phán, Liên Xô đã đưa ra một số gợi ý cho Anh và Pháp:
- Để kết thúc một hiệp ước tương trợ chống xâm lược giữa Anh, Pháp và Liên Xô trong thời gian hiệu lực từ 5 đến 10 năm, bao gồm cả hỗ trợ quân sự.
- Ba quốc gia đảm bảo an ninh của các quốc gia Trung và Đông Âu.
- Một thỏa thuận cụ thể về cách thức và quy mô hỗ trợ lẫn nhau giữa ba nước. Tuy nhiên, các cuộc đàm phán đã không có kết quả.

## Chiến tranh thế giới thứ hai
Vào mùa đông năm 1939, Liên Xô đã tấn công Phần Lan do tranh chấp lãnh thổ ở vùng biên giới, buộc Phần Lan phải nhượng lại một phần lãnh thổ của mình, được gọi là Chiến tranh Sufen. Khi phát xít Đức xâm chiếm Liên Xô vào năm 1941, Phần Lan gia nhập Phe Trục.
Vào ngày 3 tháng 8 năm 1939, Ngoại trưởng Đức Joachim von Ribbentrop yêu cầu Su cải thiện mối quan hệ của họ. Vào thời điểm này, Liên Xô đã giới thiệu "Hiệp ước Sud và không xâm phạm lẫn nhau" vào ngày 23 tháng 8 với Đức Quốc xã. Sau khi Chiến tranh thế giới thứ hai bùng nổ, theo phạm vi ảnh hưởng của hiệp ước, Liên Xô đã phái quân đến Ba Lan để chiếm lại lãnh thổ mà Ba Lan chiếm từ Nga năm 1921. Ba nước vùng baltic là Estonia, Latvia và Litva sáp nhập vào Liên Xô qua các cuộc bỏ phiếu. Hàng trăm ngàn người bị trục xuất đến các khu vực xa xôi ở Siberia.
Việc ký kết "Hiệp ước Xô-Đức" của Liên Xô chỉ là một kế hoạch hòa hoãn nhằm tránh phải giao chiến sớm với Đức. Lãnh đạo Liên Xô biết rõ rằng Adolf Hitler, người luôn muốn tiêu diệt chủ nghĩa xã hội, sẽ sớm xé bỏ hiệp ước hòa bình. Do đó, Liên Xô bắt đầu vận chuyển một lượng lớn vật liệu và thiết bị từ phần châu Âu sang hậu phương, tạo điều kiện thuận lợi cho cuộc chiến tranh Xô-Đức sau đó. Tuy nhiên, Stalin vẫn có một chút tính toán sai lầm. Ông luôn tin rằng Đức sẽ không tấn công Liên Xô trước khi đánh bại nước Anh, nhưng cuối cùng Hitler lại quyết định tấn công Liên Xô dù chưa đánh bại được Anh
Vào sáng sớm ngày 22 tháng 6 năm 1941, Đức đã phát động một cuộc tấn công bất ngờ vào Liên Xô với hơn 3,8 triệu quân, 5.100 máy bay, 3.800 xe tăng và một số lượng lớn pháo. Do không chuẩn bị chiến tranh, Hồng quân Xô viết đã chịu tổn thất lớn về quân sự, nhưng sau đó dần hồi phục, đánh bại quân địch trong những trận đánh lớn ở Moscow và Stalingrad, sau đó quay sang phản công Đức. Sau đó, chiến trường Xô-Đức trở thành chiến trường chính của lục địa châu Âu cho đến ngày 6 tháng 6 năm 1944, khi quân Đồng minh phát động Trận Normandy.
Năm 1945, các lực lượng Đồng minh, bao gồm Hồng quân Xô viết, đã chiếm được toàn bộ lãnh thổ Đức và chiến tranh ở châu Âu kết thúc. Tuy bị các chỉ huy nghiêm cấm nhưng một số binh sỹ Quân đội Xô viết, do quá căm thù sự giết chóc mà quân Đức gây ra nên đã có những hành động trả thù người Đức, bao gồm cưỡng hiếp phụ nữ ở Đức.
Ngày 08 tháng 8 năm 1945, Hồng quân Xô viết tuyên chiến với phát xít Nhật Bản và ngày 9 tháng 8 đã phát động chiến dịch Bão tháng tám ở phía đông bắc Trung Quốc và phía bắc của bán đảo Triều Tiên, để tiêu diệt quân Quan Đông của Nhật Bản.

## Chiến tranh lạnh
Năm 1949, 12 quốc gia do Hoa Kỳ đứng đầu đã ký Hiệp ước Bắc Đại Tây Dương tại Washington D.C, tuyên bố thành lập Tổ chức Hiệp ước Bắc Đại Tây Dương (NATO). Liên Xô đã ký Công ước Warszawa với các đồng minh xã hội chủ nghĩa của mình vào năm 1955, thành lập Khối Warszawa và tranh đấu với NATO, và bắt đầu Chiến tranh Lạnh.

### Thời kỳ Khrushchev
Năm 1953, Stalin qua đời. Đã có một vài sự đấu tranh chính trị giữa lãnh đạo hàng đầu của Đảng Cộng sản Liên Xô, người cuối cùng Khrushchev Doukua Malenkov đã trở thành lãnh đạo tối cao, là Bí thư thứ nhất Trung ương Cộng sản Liên Xô. Kể từ đó, Khrushchev đã chấm dứt các vụ bắt giữ, thả các tù nhân chính trị và khôi phục danh dự cho hàng trăm nghìn người.
Để củng cố vị trí của mình, Khrushchev đã thực hiện một loạt các liên hệ với Đảng Cộng sản Trung Quốc. Vào tháng 9 năm 1954, Khrushchev đã dẫn đầu một phái đoàn lớn tham gia lễ kỷ niệm 5 năm Quốc khánh Trung Quốc, đạt được một loạt thỏa thuận và cải thiện toàn diện quan hệ Xô-Trung, chấm dứt mối quan hệ thù địch lâu dài giữa hai nước. Vào ngày 3 tháng 10 năm 1954, Khrushchev và Mao Trạch Đông chính thức gặp nhau tại Hội trường Shuinian Zhongnanhai. Khrushchev cuối cùng đã thỏa hiệp yêu cầu Mao Trạch Đông để sở hữu vũ khí hạt nhân và hứa sẽ gửi các chuyên gia để giúp Trung Quốc xây dựng lò phản ứng hạt nhân nhỏ. Kể từ đó, quan hệ Xô-Trung đã bước vào thời kỳ hoàng kim.
Vào ngày 25 tháng 2 năm 1956, Khrushchev đã báo cáo bí mật về "Sự thờ cúng cá nhân và hậu quả của nó" vào ngày cuối cùng của Đại hội CPSU lần thứ 20. Ông chỉ trích hoàn toàn sự thờ phượng cá nhân của Stalin và tiến hành một chiến dịch về Stalin. Tổng phủ định. Tuy nhiên, tại một thời điểm, bất ổn chính trị đã được kích hoạt. Vào tháng 10 cùng năm, đã có những sự cố của Ba Lan và Hungary.
Vào ngày 30 tháng 10 năm 1956, chính phủ Liên Xô đã ban hành "Tuyên bố về sự phát triển và tăng cường hơn nữa nền tảng hữu nghị và hợp tác giữa Liên Xô và các nước xã hội chủ nghĩa khác", thừa nhận sự tồn tại của chủ nghĩa sô vanh quyền lực lớn và tuyên bố rằng các biện pháp sẽ được thực hiện trong tương lai. Vào ngày 31 tháng 12, bữa tiệc mừng năm mới của Khrushchev đã đánh giá lại Stalin.
Năm 1958, quan hệ giữa hai nước Xô-Trung bắt đầu xấu đi về vấn đề xây dựng các đài phát thanh sóng dài ở Trung Quốc, thiết lập một cảng quân sự và những khác biệt nghiêm trọng về các vấn đề Xô-Trung về vấn đề tư tưởng.
Năm 1960, Liên Xô đã rút toàn bộ nhân viên khoa học kỹ thuật và chuyên gia khỏi Trung Quốc và bắt đầu một loạt các tranh chấp giữa Đảng Cộng sản Liên Xô và Đảng Cộng sản Trung Quốc. Trung Quốc tuyên bố rằng Liên Xô cũng đã thu hồi từ Đảng Cộng sản Trung Quốc số lượng vũ khí được cung cấp trong Chiến tranh Triều Tiên.
Vào ngày 12 tháng 4 năm 1961, Con tàu "Phương Đông-1" của Liên Xô đã được phóng và Yuri Gagarin thực hiện chuyến bay vào vũ trụ đầu tiên của con người.
Vào tháng 10 năm 1962, cuộc Khủng hoảng tên lửa Cuba đã nổ ra. Nó gây ra cuộc khủng hoảng quân sự nghiêm trọng nhất giữa Hoa Kỳ và Liên Xô trong Chiến tranh Lạnh, cuối cùng 2 bên cùng nhượng bộ để tránh chiến tranh.

### Thời kỳ Brezhnev
Năm 1964, Khrushchev từ chức, Brezhnev giành được quyền lực chính trị, trở thành thư ký đầu tiên của Bộ Chính trị Ủy ban Trung ương Đảng Cộng sản Liên Xô (sau này là Tổng Bí Thư) và Liên Xô bước vào thời kỳ Brezhnev. Trong khi đó, có một cơ hội để cải thiện quan hệ Trung-Xô, nhưng cuối cùng thì nó vẫn chưa đủ. Cụ thể, các cuộc xung đột biên giới như sự cố đảo Trân Bảo và sự cố Iron Lekti đã làm tăng thêm mâu thuẫn trong mối quan hệ Trung-Xô.
Năm 1968, Liên Xô can thiệp vào vụ bạo động ở Tiệp Khắc. Sự can thiệp vũ trang được gọi là cải cách dân chủ của "Mùa xuân Praha", năm 1979, Liên Xô đưa quân vào Afghanistan. Cả hai hành động đã bị các nước phương Tây lên án.
Trong thời kỳ Brezhnev, Liên Xô đã theo đuổi chính sách mở rộng ảnh hưởng ra khắp thế giới. Ngoài Tập đoàn Đông Âu và Mông Cổ, Việt Nam, Nam Yemen, Cuba, Angola, Ethiopia và các quốc gia khác đã được đưa vào đồng minh của Liên Xô hoặc thành lập các căn cứ quân sự ở các nước này. Brezhnev đề xuất "lý thuyết chủ quyền hạn chế" và tin rằng chủ quyền của các nước xã hội chủ nghĩa bị hạn chế. Ông đề xuất lý thuyết này nhằm nhấn mạnh chủ quyền xã hội chủ nghĩa của các nước khác và đưa các quốc gia khác thành quốc gia đồng minh của Liên Xô. Liên Xô trong thời đại Brezhnev cũng thực hiện một cuộc chạy đua vũ trang quy mô lớn với Hoa Kỳ, làm gia tăng sức mạnh quốc gia nhưng cũng làm gia tăng thêm những khó khăn mà nền kinh tế quốc gia Liên Xô gặp phải.
Thế vận hội Mùa hè 1980 được coi là một cửa sổ để thể hiện chủ nghĩa xã hội của Liên Xô với thế giới, nhưng vì chiến tranh Afghanistan}}, nó đã trở thành Thế vận hội Olympic bị các nước phương Tây tẩy chay.

### Thời kỳGorbachev
Năm 1985, nhân vật cải cách Gorbachev tiếp quản quyền lực chính trị và tiếp quản tổng thư ký của Bộ Chính trị Ủy ban Trung ương Đảng Cộng sản Liên Xô. Ông đã thay đổi nhiều ý tưởng trước đó. Gorbachev đã cố gắng cải thiện các phương pháp quản trị chính trị và kinh tế, thực hiện cải cách và chính sách mở trong nước và thanh lý những sai lầm lịch sử. Ông đã cố gắng xây dựng "chủ nghĩa xã hội dân chủ, nhân đạo" ở Liên Xô. Nhưng mặt khác, những cải cách của ông đã có những hậu quả không lường trước được. Với sự phân cấp của quyền lực trung ương, các nhà lãnh đạo của các nước cộng hòa thành viên bắt đầu tìm kiếm quyền tự chủ lớn hơn, tiến tới ly khai khỏi chính phủ trung ương. Với sự lan rộng của "sự cởi mở", các vấn đề lịch sử và mâu thuẫn sắc tộc của CPSU đã bị phơi bày, dẫn đến việc họ mất đi sự ủng hộ ở các nước cộng hòa thành viên. Đặc biệt vào năm 1989, sự tích lũy chính trị và kinh tế của chủ nghĩa cộng sản đã nổ ra. Đảng Cộng sản và các mục tiêu chính trị của nó ngày càng không được ưa chuộng ở các nước Đông Âu, và các nhàn nước cộng sản chủ nghĩa ở các nước Đông Âu sụp đổ. Các chính phủ của Các nước cộng hòa của Liên bang Xô viết cũng đã học theo các nước Đông Âu với ý định tách ra độc lập khỏi Liên Xô.

## Tan rã
Vào ngày 19 tháng 8 năm 1991, những người bảo thủ trong CPSU đã phát động một cuộc đảo chính không thành công, cố gắng lấy lại quyền lực của các nước cộng hòa và chấm dứt các cải cách kinh tế không thành công. Tuy nhiên, dưới sự phản đối của người dân, đa số thành viên của Đảng Cộng sản Liên Xô và cuộc nổi dậy của một số quân đội, cuộc đảo chính chỉ mới ba ngày và tuyên bố thất bại. Vào ngày 24 tháng 8, Ukraina nước cộng hòa lớn thứ hai của Liên Xô, tuyên bố độc lập. Cộng hòa bắt đầu tan rã. Tổng thống Nga Boris Yeltsin đã ra lệnh tuyên bố Đảng Cộng sản Liên Xô là một tổ chức bất hợp pháp và hạn chế các hoạt động của nó tại Liên Xô. Vào cuối năm 1991, ông đã ký "Thỏa thuận ngày Belove" với Chủ tịch Xô viết tối cao Belarus và tổng thống Ukraina Leonid Kravchuk tại thủ đô của Minsk và thành lập Cộng đồng các quốc gia độc lập để thay thế Liên Xô với khuôn khổ tương tự như liên bang. Các quốc gia gia nhập khác của Liên Xô đã trả lời và rời khỏi Liên Xô. Liên Xô chỉ tồn tại trên danh nghĩa vào thời điểm này. Vào ngày 25 tháng 12 năm 1991, Gorbachev tuyên bố từ chức và trao lại quyền lực quốc gia cho Yeltsin. Liên Xô ngừng tồn tại như một quốc gia có chủ quyền chính thức chấm dứt tồn tại.
Tại Liên Xô cũ, hiện có 15 quốc gia độc lập: Nga, Ukraina, Belarus, Kazakhstan, Uzbekistan, Kyrgyzstan, Turkmenistan, Tajikistan, Azerbaijan, Gruzia, Armenia, Litva, Estonia, Latvia và Moldova. Mười hai trong số các quốc gia này (trừ Litva, Estonia và Latvia) tạo thành Cộng đồng các quốc gia độc lập